# قتيطرات
قتيطرات قرية سوريّة تتبع إداريّاً لمحافظة حلب منطقة السفيرة ناحية بنان، بلغ تعداد سكانها 1,905 نسمة حسب التعداد السكاني لعام 2004.